# 西蒙·斯涅克

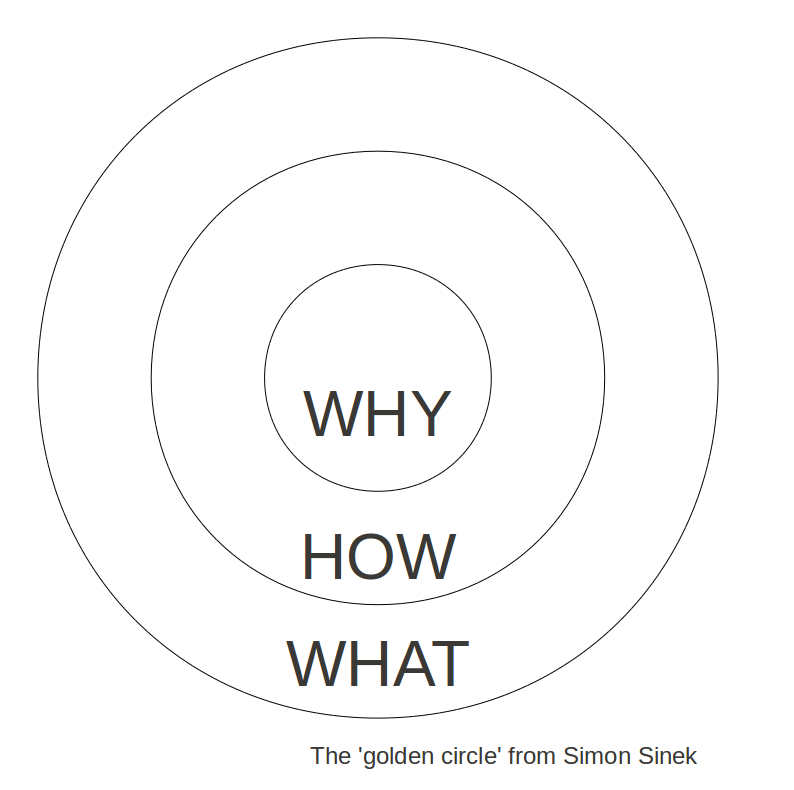
人为激励的“为什么”的黄金圈法则图表

西門·奈克（Simon O. Sinek，1973年10月9日—）是一位作家，因发现黄金圈法则而出名。 他的TEDx演讲“伟大的领袖如何激励行动”是TED大会裡影片最多觀看數的第7名。 他2009年关于这话题的书籍《从“为什么”开始：伟大的领袖如何激励行动》（Start With Why: How Great Leaders Inspire Everyone to Take Action）阐述了他所述的一切都起源于人为激励的“为什么”的“黄金圈”法则，从而建立企业、领导创业、激励他人等。
他在《纽约时报》、《华尔街日报》、《华盛顿邮报》、《Houston Chronicle》、《FastCompany》、《CMO Magazine》、《NPR》和《BusinessWeek》等杂志做评论，并且在《赫芬顿邮报》、《BrandWeek》和《IncBizNet》开设专栏。

## 著作
- Sinek, Simon. . Penguin. 2009  [2013-02-25]. （原始内容存档于2013-11-04）.
- Sinek, Simon. . 2014. ISBN 978-1591845324.

## 参照
1. ↑  Keith Rogers. . Las Vegas Review-Journal. Feb 26, 2011  [January 14, 2012]. （原始内容存档于2019-10-28）.
2. ↑  The 20 most-watched TED Talks to date （页面存档备份，存于） TED.com
3. ↑  . 赫芬顿邮报.   [2013-02-25]. （原始内容存档于2016-05-31）.